# Ylöjärvi
Ylöjärvi é um município na Finlândia, localizada a 14 quilômetros de Tampere. Sua população é de 22.334 habitantes (2004) e cobre uma área de 275.31 km² dos quais 77.02 km² são água. A Densidade populacional é de 109.4 habitantes por km².